# مایولاتی سپونتینی
مایولاتی سپونتینی (به ایتالیایی: Maiolati Spontini) یک کومونه در ایتالیا است که در استان آنکونا واقع شده‌است.

## خصوصیات
مایولاتی سپونتینی ۲۱٫۴ کیلومترمربع مساحت و ۶٬۱۳۲ نفر جمعیت دارد و ۱۹۸ متر بالاتر از سطح دریا واقع شده‌است.